# José Luis Aramburo
José Luis Aramburo Arango (Andes, 1913 - Colombia 1994) fue un jurista y político colombiano, tío del también jurista y político Mario Aramburo Restrepo.

## Biografía
Nació en Andes en 1913. Estudió su bachillerato en el Colegio San Ignacio, en Medellín y comenzó sus estudios de derecho en la Universidad de Antioquia, aunque en 1936 fue uno de los estudiantes fundadores de la Universidad Pontificia Bolivariana.
Fue diputado de la Asamblea departamental de Antioquia en 1947, secretario de Gobierno de Medellín, alcalde de Medellín (encargado) en 1950, representante a la cámara, magistrado del Consejo Electoral 1986 - 1990.
También fue profesor de Legislación de Minas y Petróleos, abogado de Frontino Gold Mines, fundador de la Universidad La Gran Colombia, rector de la Universidad La Gran Colombia hasta 1973. miembro de la Academia Colombiana de Jurisprudencia.

## Familia
Padre del académico y exmagistrado del Tribunal Superior de Cali José Luis Aramburo Restrepo y fue suegro del exmagistrado de la Corte Suprema de Justicia de Colombia Carlos Esteban Jaramillo Schloss (nieto del economista, diplomático y político Esteban Jaramillo).

## Obras
- Noción jurídica del patrimonio.
- Curso de derecho minero.